# Meliorace

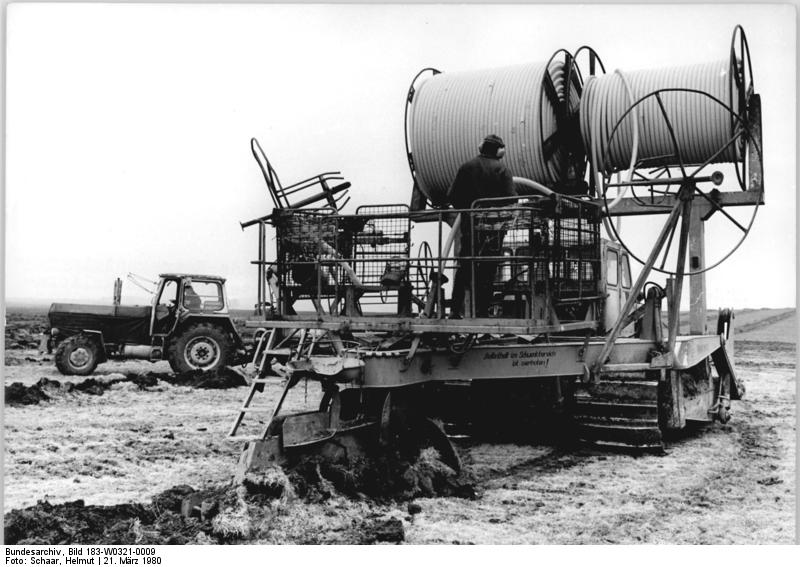
Meliorátoři při práci

Meliorace (z latinského melioratio — zlepšení) je soubor různorodých opatření vedoucích ke zlepšení úrodnosti půd, které jsou přirozeně málo úrodné nebo u kterých došlo v důsledku nevhodných zásahů či působením vnějších činitelů ke snížení jejich produkční schopnosti. Meliorací může být například odvodnění zamokřené půdy nebo naopak zavlažování půd s nedostatkem vláhy, vápnění silně kyselých půd či vylehčování těžkých půd. Do melioračních úprav řadíme i protierozní ochranu půd a lesnické meliorace (vysazování melioračních dřevin atd.). Velký dopad na krajinu v rámci melioračních opatření mělo velkoplošné odvodnění. K velkoplošnému odvádění vody z krajiny koncem 19. století dochází nejprve v rámci protipovodňových opatření, později také pro rozšíření plochy zemědělské půdy (důraz na potravinovou soběstačnost), v posledním období meliorací v 70. a 80. letech 20. století pak rozumné důvody provádění mnohdy chyběly. Řeky byly regulovány, koryta toků byla napřímena a prohloubena – zvýšila se jejich kapacita a zrychlil odtok.

## Druhy meliorace
- odvodňovací
- závlahová
- půdoochranná

## Česko
V Česku se melioracemi zabývá Státní pozemkový úřad (SPÚ), v minulosti Státní meliorační správa (SMS) a její následnická organizace Zemědělská vodohospodářská správa (ZVHS), poté přešla od 1. 1. 2013 Správa hlavních odvodňovacích zařízení pod SPÚ. 
Meliorace se vyučují např. na Katedře hydromeliorací a krajinného inženýrství FSv ČVUT nebo na Fakultě životního prostředí ČZU v oboru Krajinné inženýrství.
Výzkumem v oblasti meliorací se zabývá Výzkumný ústav monitoringu a ochrany půdy, v. v. i. (VÚMOP) v Praze-Zbraslavi.